# Ucháč obecný
Ucháč obecný (Gyromitra esculenta) je jedovatá, avšak občas sbíraná vřeckovýtrusná houba z čeledi chřapáčovitých, vyznačující se mozkovitě laločnatým kloboukem a rostoucí na jaře v jehličnatých lesích.

## Synonyma
- Helvella esculenta Pers.,  1800

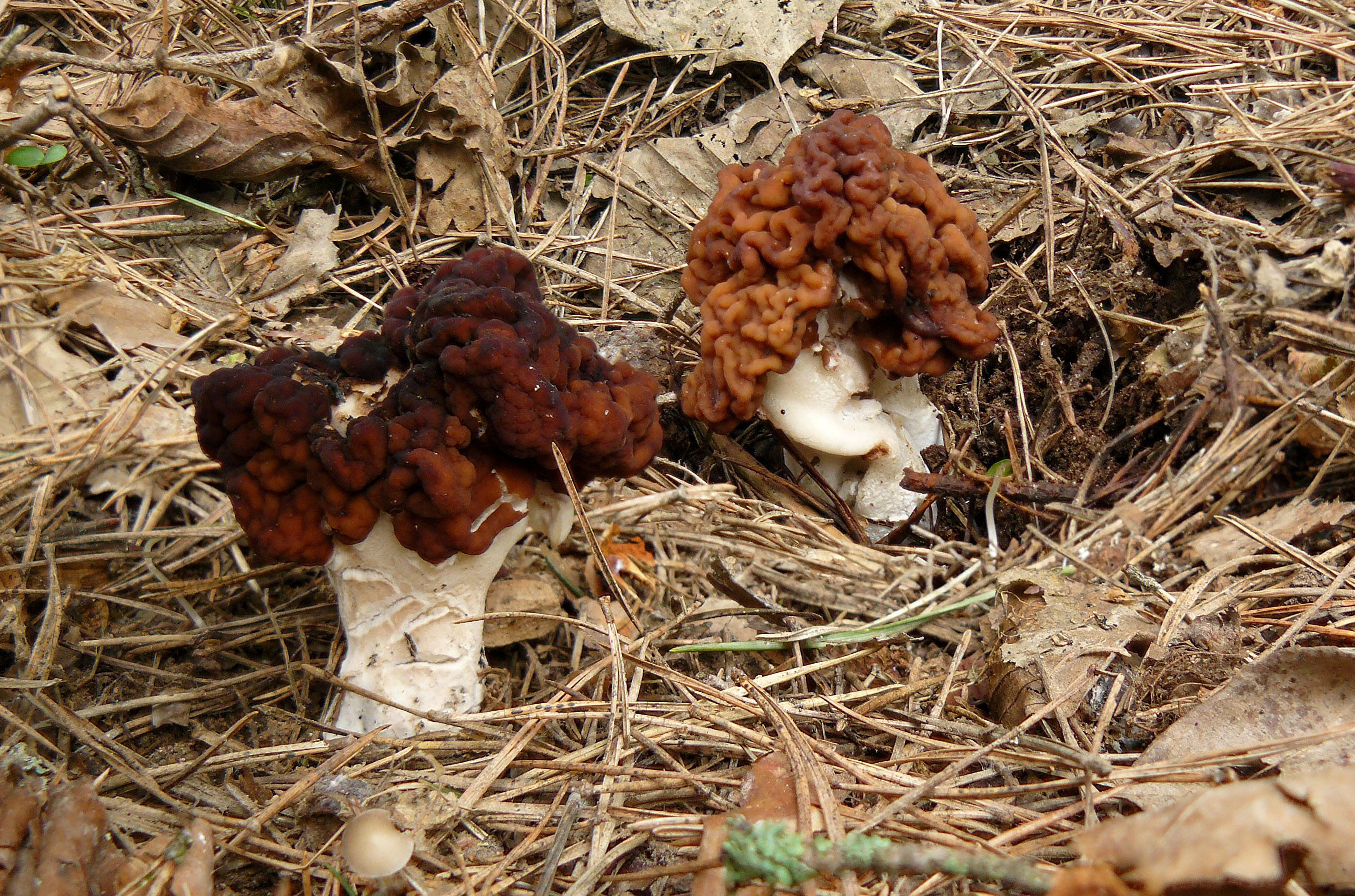
Ucháč obecný (Gyromitra esculenta), jedovatý!

- Physomitra esculenta (Pers.) Boud., (1907)
- Gyromitra esculenta, (Pers.) Fr.,  1849)
- Helvella suspecta Krombh.
- Morchella pleopus Morille du Loup

české názvy
- Ucháč jedlý
- Ucháč nespolehlivý
- Chřapáč podezřelý
- Chřapáč obojetný
- Smrž plnonohý [1]

## Vzhled

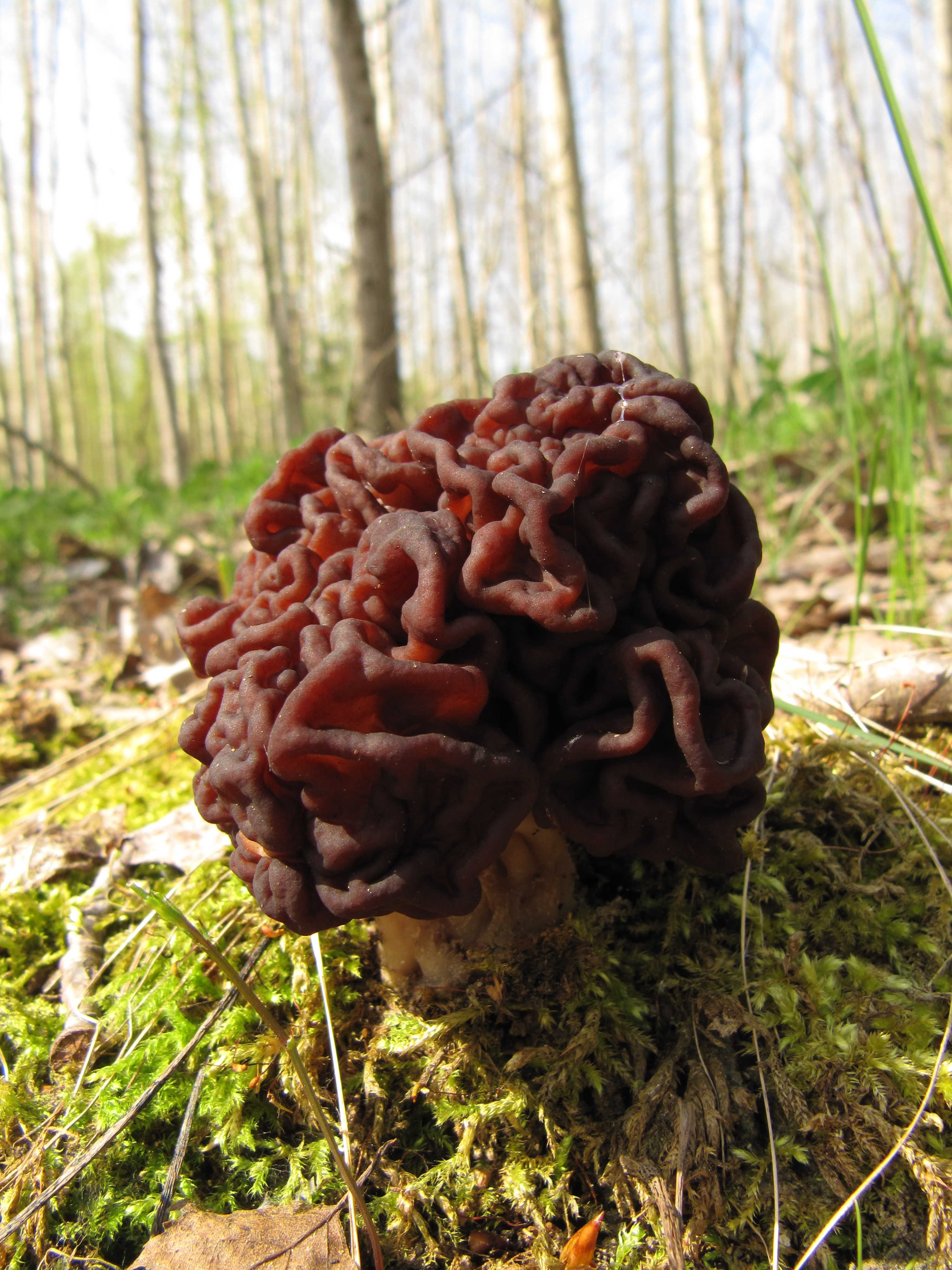
Ucháč obecný

### Makroskopický
Klobouk je červenohnědý až kaštanově hnědý, tvaru nepravidelně nadmutého; povrch je výrazně laločnatě mozkovitý a přehnutý, dosahuje šířky až 10 centimetrů.
Třeň je bělavý až masově zbarvený, krátký, nepravidelně válcovitý.
Celá plodnice je uvnitř dutá a komůrkatá, rozdělená v jakési sklípky. Dužnina je tenká, výrazné, příjemné vůně i chuti.

### Mikroskopický
Výtrusy jsou hladké, bezbarvé, velké 18-22 × 9-12 μm, tvaru elipsoidního.

## Výskyt
Ucháč obecný můžeme nejčastěji nalézt v jehličnatých lesích, především pod borovicemi, v období března až května. Jen místy je hojný, zejména na písčitých půdách.

## Použití a toxicita

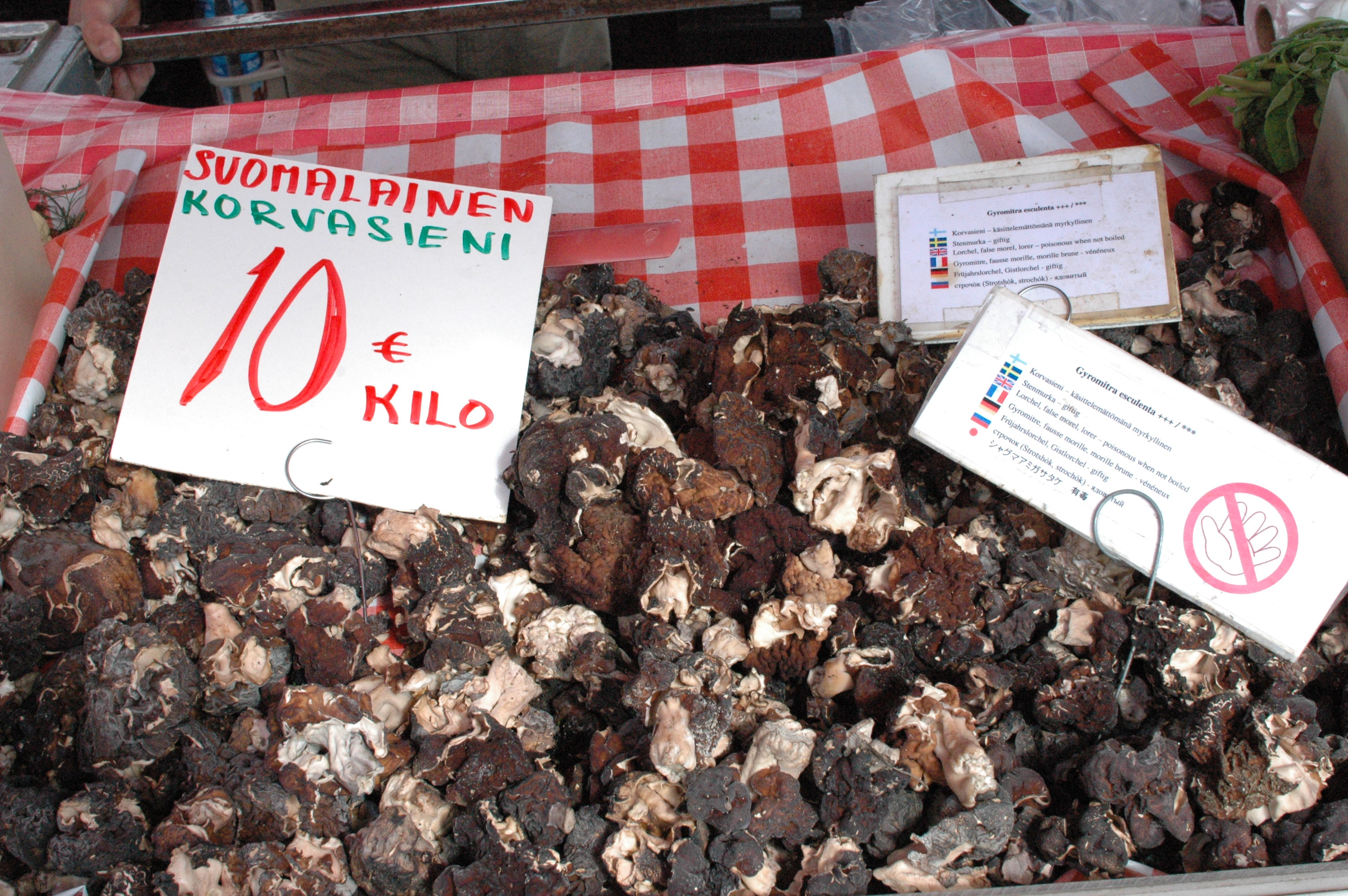
Ucháče obecné prodávané na trhu v Helsinkách s povinnými výstražnými tabulkami („Jedovatý, není-li uvařen“)

Latinský název dokládá (esculentus znamená jedlý), že byla houba dlouhou dobu pokládána za jedlou a hojně sbírána. Ve starších publikacích se s tímto tvrzením lze setkat. Již od 19. století jsou však známy občasné otravy po požití tohoto druhu, které posléze v některých státech vedly k zákazu jeho prodeje na trzích; v českých zemích byl prodáván až do 50. let 20. století. Tyto otravy se děly zvláště na území Německa a Polska. V českých zemích měl povědomí o otravách touto houbu již v 1. polovině 19. stol. pražský lékař a mykolog šl. von Krombholz, který za jejich původce považoval jen domněle existující jedovatý druh-dvojník ucháč podezřelý (Gyromitra suspecta). Později byla za toxickou látku v ucháči obecném považována rovněž jen domnělá kyselina helvellová, odstranitelná varem. Jistá záhadnost otrav tímto druhem je dána skutečností, že se nedostavují pravidelně po jeho požití a že je mnohými osobami běžně požíván beze škody, což je vysvětlováno rozličně, např. kolísajícím množstvím jedu v plodnicích, stářím plodnic, mírou tepelné úpravy či odlišnou citlivostí osob na jed. Jed, skutečně izolovaný až P. H. Listem a P. Luftem v 60. letech 20. století, tvoří skupina nestabilních sloučenin, které se například varem nebo sušením z větší části rozkládají. Za hlavní účinnou látku bývá považována látka nazývaná gyromitrin, která se v těle rozkládá na vysoce toxický methylhydrazin . Jed působí především na trávicí ústrojí a játra, některé příznaky se podobají otravě muchomůrkou zelenou. Otrava se projevuje zpravidla 6 až 12 hodin po požití houby, zprvu trávicími obtížemi a zvracením, v těžkých případech pak zhruba od třetího dne následuje jaterní selhání manifestované žloutenkou až i jaterním komatem; otrava může být smrtelná!
V některých krajích je tato houba ovšem sbírána a pro svou lahodnou chuť připravována k jídlu, ba dokonce i prodávána na trzích, jak je tomu např. ve Finsku. V takových případech je však vždy nezbytně třeba řádné a dlouhé tepelné úpravy a spaření před další přípravou; voda slitá po spaření je rovněž jedovatá. Literatura však konzumaci této houby pro její nebezpečnost, jakož i pro nemožnost odstranit jed vařením docela, zásadně nedoporučuje.

## Podobné druhy
- Velice podobný je ucháč obrovský (Gyromitra gigas). Liší se především světlejší barvou klobouku (spíše žlutohnědá, okrová či světle červenohnědá), méně výrazně mozkovitým zprohýbáním klobouku, krátkým a tlustým třeněm. Ucháč obrovský roste v jehličnatých i listnatých lesích a zásadně na tlejcím dřevě, tj. na pařezech, zanořených kořenech nebo i na zbytcích dřeva v zemi, takže působí, jako by rostl ze země; je vzácnější a jedlý. Spolehlivě se však oba druhy dají rozlišit poměrně obtížně, pokud nejsou určujícímu dobře známy.

- Dalším podobným druhem je velmi vzácný ucháč svazčitý (Gyromitra fastigiata). Jeho klobouk je červenohnědý, méně klikatě zvrásněný; roste v teplých listnatých lesích a je jedlý.

- Ucháč čepcovitý (Gyromitra infula) vyrůstá v létě a na podzim především na dřevě jehličnanů, jeho klobouk je sedlovitě zprohýbaný, s povrchem hladkým nebo pouze mírně zvrásněným.

- Jedovatý ucháč obecný může být zaměněn dokonce i s jedlým smržem. Všechny druhy smržů se ale liší svisle protaženým, oválným či kuželovitým kloboukem, jehož povrch je plástvovitě či žebernatě rozdělen v důlky, nikdy však není pokryt střevovitými laločnatými kličkami, jak tomu je u ucháče obecného.

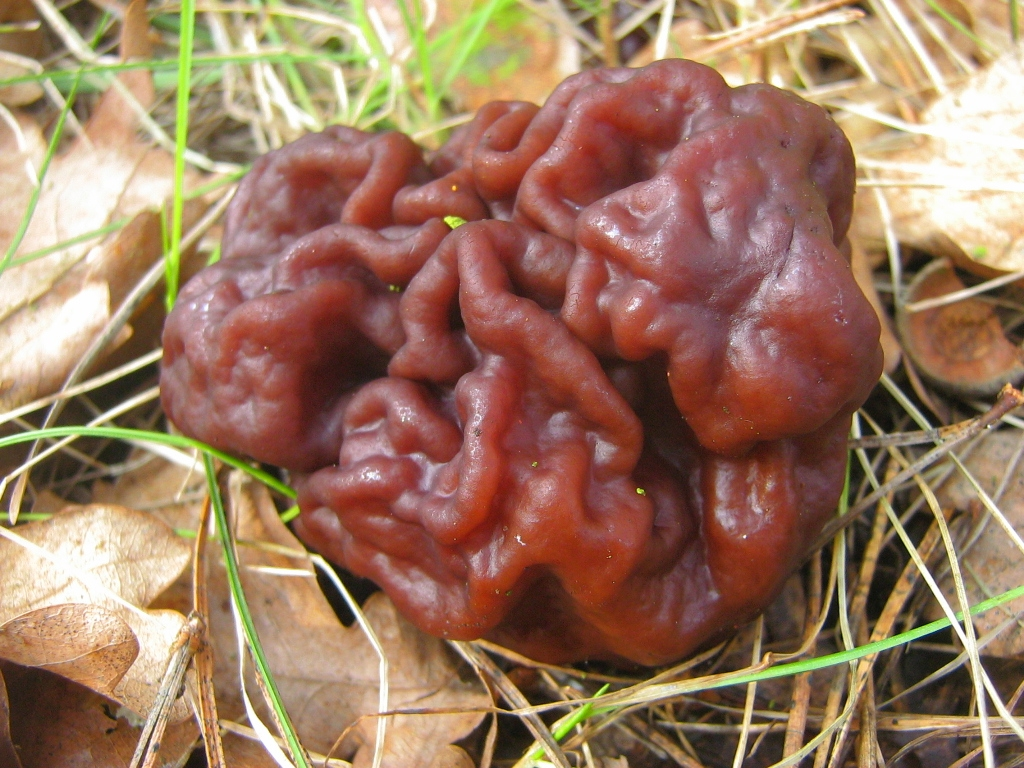
Ucháč obecný (Gyromitra esculenta)
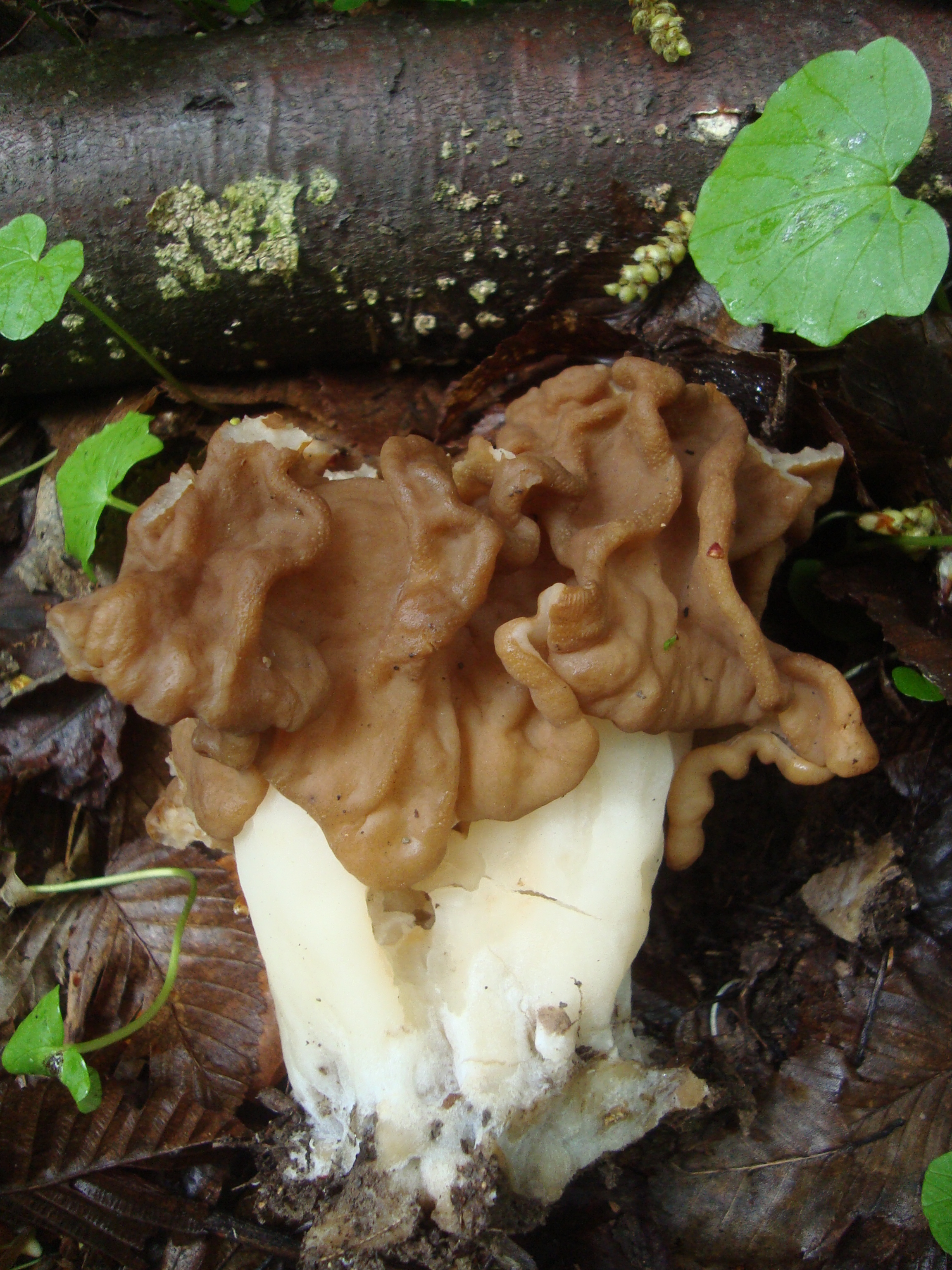
Ucháč obrovský (Gyromitra gigas)
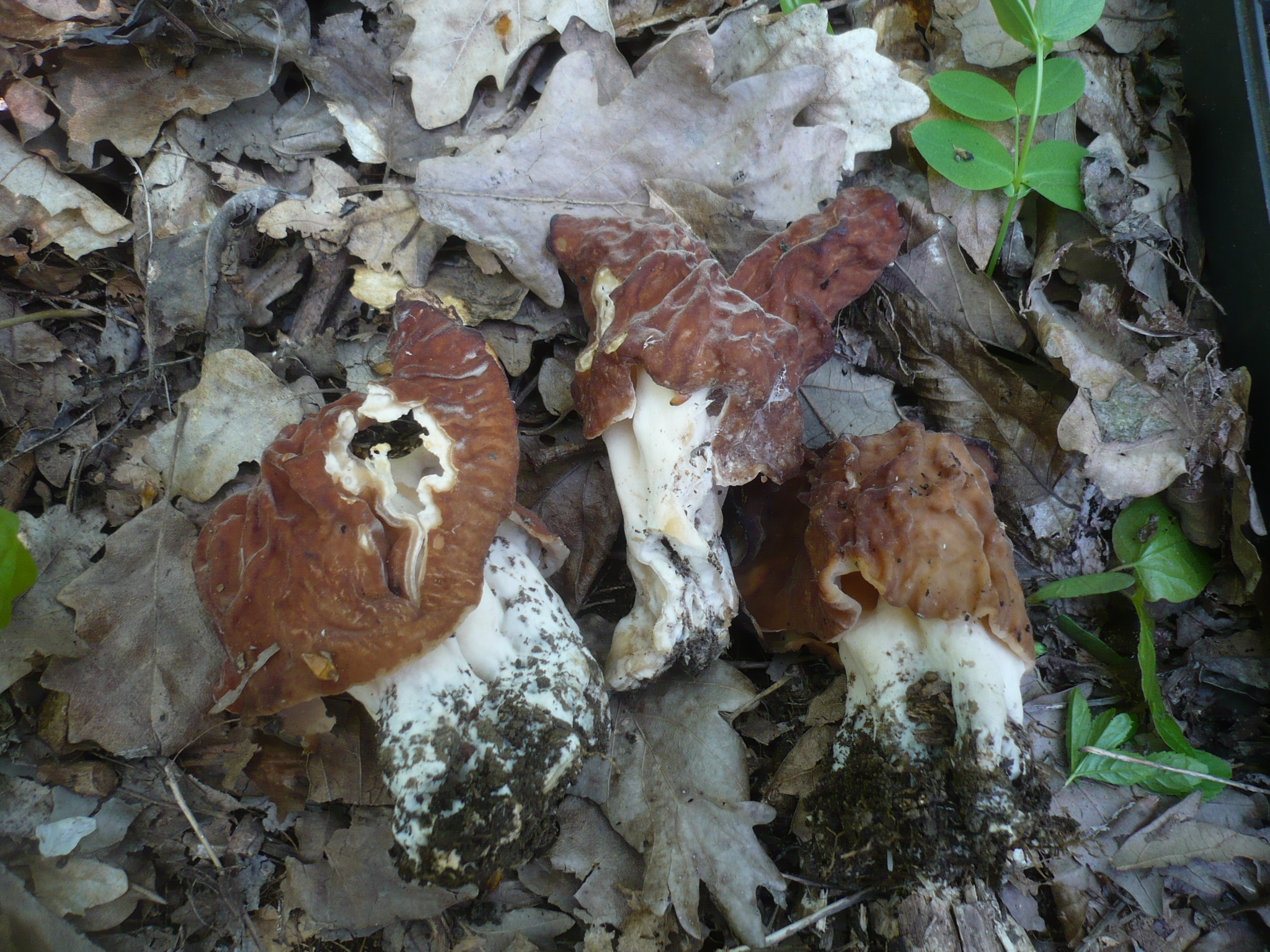
Ucháč svazčitý (Gyromitra fastigiata)
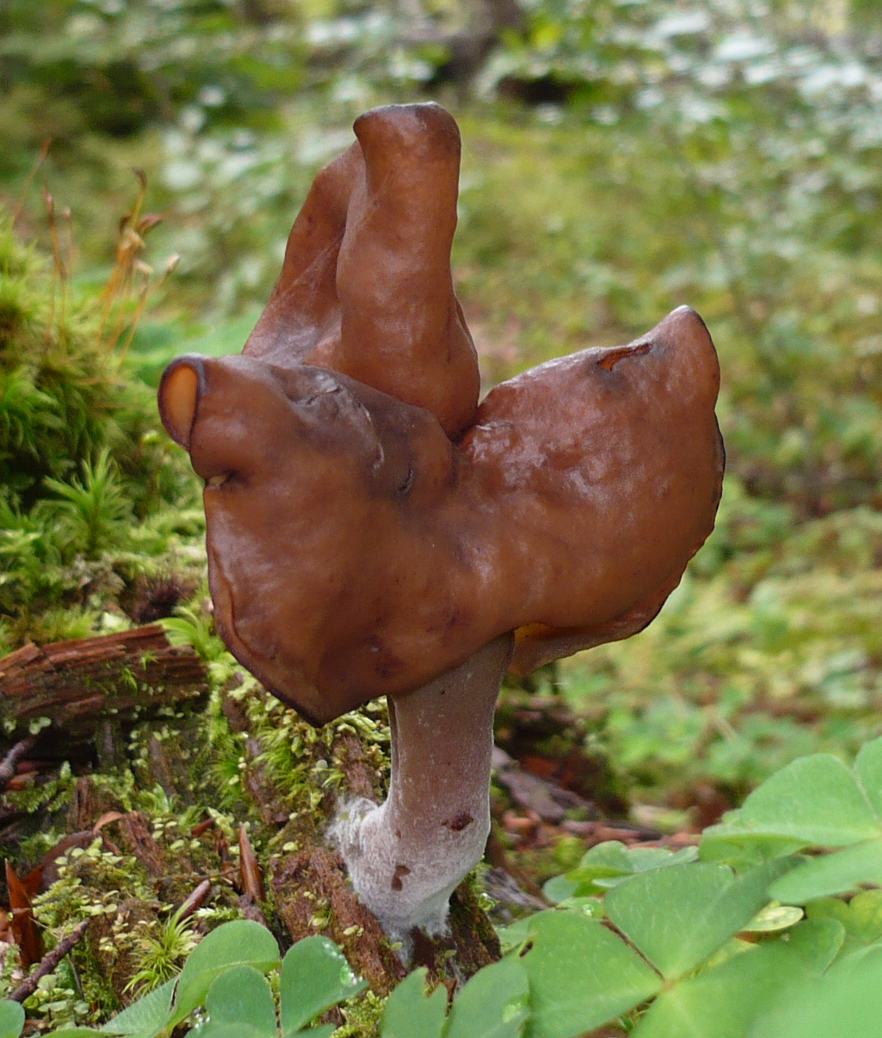
Ucháč čepcovitý (Gyromitra infula)
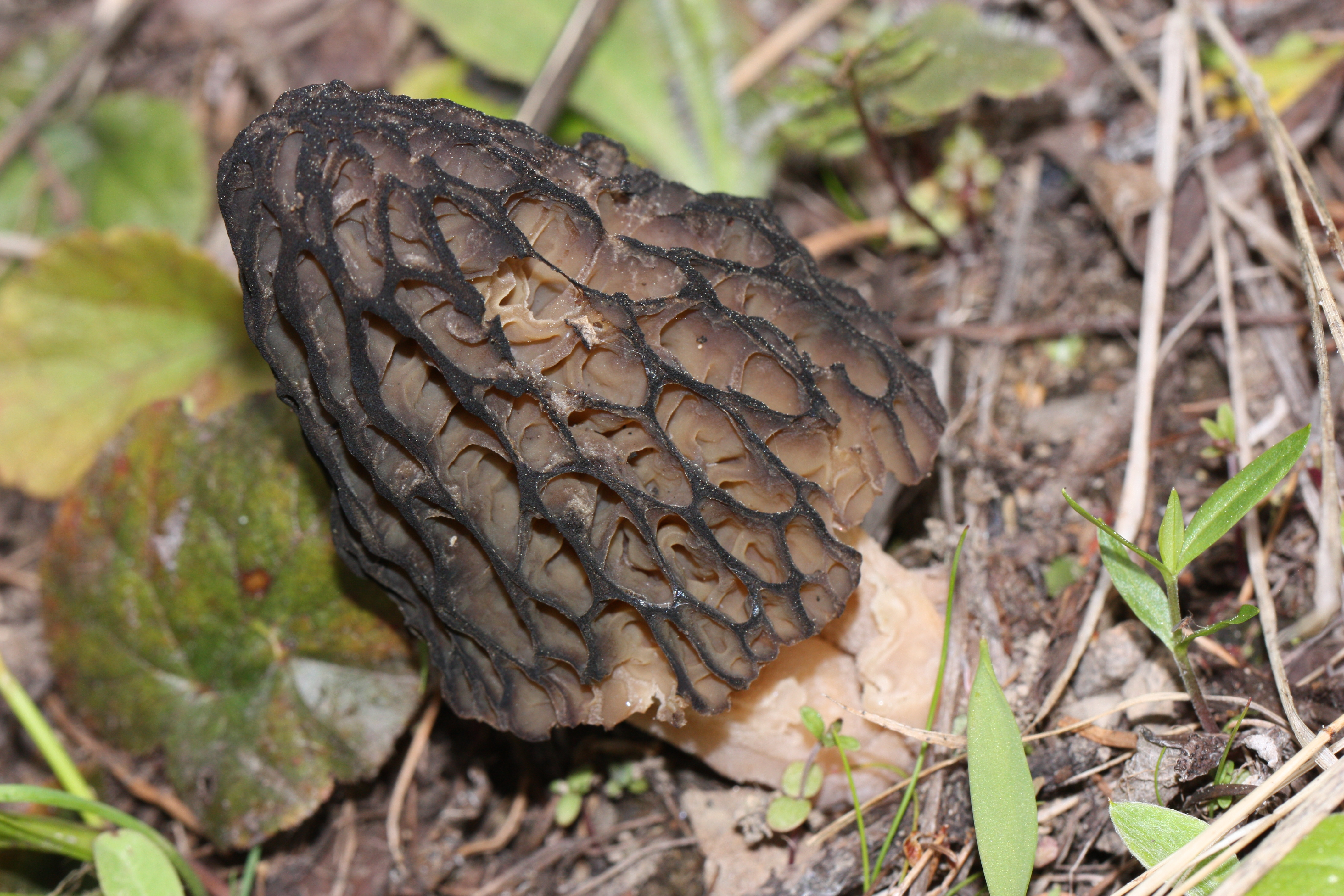
Smrž vysoký (Morchella elata)